# استئوکندریت
استئوکندریت (انگلیسی: Osteochondritis) یک نوع دردناک استئوکندروز است که در آن غضروف یا استخوان در یک مفصل ملتهب می‌شود.